# میاندام، سوات
میاندام (به انگلیسی: Miandam) یک منطقهٔ مسکونی در پاکستان است که در خیبر پختونخوا واقع شده‌است.